# Fish Out of Water (Chris Squire)
Fish Out of Water, pubblicato nel 1975, è il primo e unico album solista di Chris Squire, bassista degli Yes.
Come gli album coevi Beginnings (Steve Howe), Olias of Sunhillow (Jon Anderson), Ramshackled (Alan White) e The Story of I (Patrick Moraz), l'album nacque dalla decisione degli Yes di realizzare, dopo la pubblicazione dell'album Relayer, un album solista a testa da promuovere nel successivo tour del gruppo.

## Descrizione
Fish Out of Water comprende cinque brani in puro stile progressive, di ampio respiro e con strutture melodiche e soluzioni ritmiche complesse. Squire, diversamente da quanto accadeva negli Yes, qui è anche voce solista.
L'album si avvale in tutti i brani della collaborazione del batterista Bill Bruford che negli Yes aveva militato dal 1968 al 1972, di Patrick Moraz – all'epoca tastierista titolare della band – e di un'orchestra sinfonica diretta da Andrew Pryce Jackman. Fra gli altri turnisti, Jimmy Hastings al flauto in Silently Falling e Mel Collins al sassofono in Lucky Seven.
Il titolo dell'album allude al soprannome di Squire (Fish, "pesce") e al fatto che per la prima volta si presenta senza gli Yes (out of water, "fuor d'acqua").

## Accoglienza
L'album si posizionò entro i primi trenta posti delle classifiche sia in Inghilterra che negli Stati Uniti.

## Tracce
Testi e musiche di Chris Squire.
Lato A
1. Hold Out Your Hand – 4:13
2. You By My Side – 4:59
3. Silently Falling – 11:26

Lato B
1. Lucky Seven – 6:54
2. Safe (Canon Song) – 14:56

## Musicisti
- Chris Squire – voce solista, cori, basso elettrico, chitarra elettrica a 12 corde
- Andrew Pryce Jackman – pianoforte acustico ed elettrico, direzione d'orchestra
- Bill Bruford – batteria, percussioni
- Patrick Moraz – organo, basso sintetizzatore
- Barry Rose – organo a canne (traccia: 1)
- Mel Collins – sassofono (traccia: 4)
- Jimmy Hastings – flauto (traccia: 3)